# Мирков, Александар
Александар Мирков (серб. Лазар Зличић; 8 января 1996, Кикинда, СРЮ) — сербский футболист, полузащитник клуба ОФК (Кикинда).

## Карьера
До 2018 года Мирков выступал за команду «Бечей» в первой лиге Сербии.
В середине лета 2018 года Александар перешёл в «Воеводину». 28 июля дебютировал в составе красно-белых в матче против «Земуна». Мирков вышел на поле на 87-й минуте, заменив Лазара Арсича.